# Wesley Alex Maiolino
Wesley Alex Maiolino, mais conhecido como Alex (Jacareí, 10 de fevereiro de 1988) é um futebolista brasileiro atua como atacante. Teve uma passagem rápida pelo São Caetano e pelo Oeste no futebol brasileiro, mas atualmente está no FC Anyang da Coréia do Sul. 

## Carreira
Iniciou jogando futebol de salão no Elvira de Jacareí. Em 2006, entrou nas categorias de base do Jacareí. Depois se transferiu para o Atlético Joseense e em seguida para o Primeira Camisa.
Em 2009, o atleta foi para a Coreia do Sul para atuar pelo Ulsan Hyundai Mipo Dolphin FC. Após se destacar e conquistar o título da Liga Nacional pela equipe de Ulsan, o jogador voltou ao futebol brasileiro e teve uma rápida passagem pelo São Caetano e pelo Oeste. Sem muitas chances e com pouca sequencia de jogos, Alex acabou retornando ao exterior quando esteve no Grodig, da Áustria, e em Israel. Entretanto, voltou a ter chances e mostrar seu futebol quando retornou para a Coreia do Sul.
No país asiático atuou por vários clubes e teve uma passagem de dois anos pela Tailândia. Atualmente joga no FC Anyang.

## Títulos
Ulsan Hyundai Mipo
- Liga Nacional: 2011

### Prêmios individuais
- Melhor jogador da Copa da Liga Sul-Coreana: 2011

### Artilharias
- Copa Sonsugwon: 2010 (6 gols em 6 jogos)
- Copa K League Chalange: 2013 (17 gols em 32 jogos)